# Antiphrisson trifarius
Antiphrisson trifarius är en tvåvingeart som först beskrevs av Friedrich Hermann Loew 1849.  Antiphrisson trifarius ingår i släktet Antiphrisson och familjen rovflugor. Inga underarter finns listade i Catalogue of Life.